# Чеслав Пйотровський
Чеслав Войцех Пйотровський (пол. Czesław Wojciech Piotrowski; 23 квітня 1926, Гута Стефанська — 10 червня 2005, Варшава) — польський генерал, у 1943—1944 роках партизан Армії Крайової, потім служив у збройних силах ПНР. У 1971—1978 роках — командувач інженерними військами. Великий діяч військової технократії, організатор масштабних військово-інженерних проєктів. Під час воєнного стану (1981—1983) — член Військової ради національного порятунку, міністр гірничодобувної промисловості й енергетики в уряді генерала Ярузельського. Доктор військових наук.

## Участь у війні
Народився у селянській родині українських поляків. У роки Другої світової війни брав участь у польській самообороні на Волині проти УПА. Перебував у партизанських загонах Армії Крайової (AK) Bomby та Wujek. У 1943—1944 роках — боєць 27-ї піхотної дивізії AK. У серпні 1944 року, після вступу радянських військ на територію Польщі, призваний до 1-ї армії Польської народної армії (LWP) і відправлений на навчання до Рязані.

## Військово-інженерна служба
У 1950—1956 роках навчався в московській Військово-інженерній академії. Після закінчення навчального курсу у 1948 році Чеслав Пйотровський отримав призначення командиром саперного батальйону в Єлені-Гурі. Після навчання у СРСР, у 1957—1961 роках — командувач військово-інженерних частин Варшавського військового округу. У 1961—1969 роках — куратор військового машинобудування у міністерстві національної оборони ПНР. У 1969—1971 роках пройшов курс у Військовій академії Генерального штабу Збройних Сил СРСР.
З 1971 року Чеслав Пйотровський у званні генерала бригади — командувач інженерних військ LWP. Під його командуванням було здійснено масштабну програму розмінування місць боїв й утилізації боєприпасів. Військові інженери брали активну участь у будівництві дорожньої мережі та подоланні наслідків стихійних лих. 8 травня 1975 року з ініціативи Пйотровського у Варшаві відкрили меморіал Chwała Saperom («Слава саперам»). У Військово-інженерному університеті Вроцлава створили музей військової техніки.
Чеслав Пйотровський активно сприяв впровадженню низки промислово-технічних проєктів — понтонів, буксирів, мостів, дорожніх покриттів, нових систем вантажоперевезень й електроенергетики, будівельної та землерийної техніки, а також мін на озброєнні LWP. Всі ці системи ґрунтувалися на польських розробках і вироблялись у Польщі.
З 1978 року у званні генерал дивізії Пйотровський — заступник головного технічного інспектора LWP. У 1979 році захистив дисертацію в Академії Генштабу LWP, здобув науковий ступінь доктора військових наук. Лавреат державної премії ПНР 1972 року за досягнення у галузі розвитку військової техніки.
У 1948 році Чеслав Пйотровський вступив у комуністичну ПРП, потім перебував в урядущій компартії ПОРП. Був депутатом сейму, членом парламентських комітетів з науки та техніки, з інженерних наук, з оборони, комісії з механізації промисловості та сільського господарства.

## Під час воєнного режиму
13 грудня 1981 року, при введенні воєнного стану генерал Пйотровський увійшов до складу Військової ради національного порятунку (WRON) — позаконституційного органу вищої влади на чолі з першим секретарем ЦК ПОРП, прем'єр-міністром і міністром національної оборони генералом Ярузельським. Отримав призначення міністром гірничодобувної промисловості й енергетики ПНР. Пйотровський не належав до неформальної «Директорії», де приймалися всі основні рішення, але зараховувався до «першого ряду» WRON — поряд з генералом Тучапським, генералом Мольчиком, генералом Гупаловським, генералом Барилою.
Пйотровський відповідав за базові галузі промисловості, в яких опозиційна профспілка «Солідарність» мала найбільш масову підтримку. Безпосереднього ставлення до розправ він формально не мав, проте як член WRON і міністр мав санкціонувати дії армії та ЗОМО під час придушення шахтарських страйків, зокрема кровопролиття на шахті «Вуєк».
У вересні 1986 року Пйотровського зняли з міністерської посади та переведено на дипломатичну службу. Був послом ПНР у СФРЮ. 16 лютого 1990 року, на тлі кардинальних політичних змін, Пйотровський пішов у відставку. У політичному житті Третьої Речі Посполитої участі не брав.

## Смерть і пам'ять
23 червня 2005 року, після смерті Чеслава Пйотровського, відбулася католицька меса в польовому соборі Польської армії. Похований на цвинтарі Військові Повонзки, традиційному місці поховання польської військової еліти. У жалобній церемонії брав участь Войцех Ярузельський.
У сучасній Польщі віддається належне заслугам Чеслава Пйотровського як видатного військового інженера, який багато зробив для обороноздатності, науки та промислового розвитку країни. Його діяльність часто розглядається під кутом польського національного патріотизму, а не комунізму. Цьому погляду сприяють такі факти біографії Пйотровського, як участь у війні за Армію Крайову чи орієнтація на польські виробничо-технологічні програми без запозичень у СРСР. Водночас не забувається членство Пйотровського у WRON, його роль у військовій диктатурі першої половини 1980-х років.
Чеслав Пйотровський — автор військових мемуарів про Волинську різанину та боротьбу АК проти УПА — «Krwawe żniwa: za Styrem, Horyniem i Słuczą» («Криваві жнива: за Стиром, Горинем і Случчю»), «Spod Lubartowa do Riazania i Krakowa» («І до Рязані та Кракова»), «Wojskowe i historyczne tradycje 27 wołyńskiej Dywizji Piechoty Armii Krajowej» («Військові й історичні традиції 27 піхотної дивізії Армії Крайової»), «Przez Wołyń i Polesie na Podlasie» («По Волині та Поліссі на Підляшшя»). Йому належить авторство підручника «Zabezpieczenie inżynieryjne działań bojowych wojsk на szczeblu operacyjnym (armia, front)» («Забезпечення інженерної безпеки бойових сил на оперативному рівні (армія, фронт)») та низка робіт з військово-інженерної тематики.

## Чутка про спорідненість
Чеслав Пйотровський був одружений, мав двох доньок. Відому польську підприємницю Гражину Пйотровську-Оліву — президента нафтогазової компанії PGNiG — іноді вважають «дочкою генерала Пйотровського» (або — «дочкою генерала Оліви», також члена WRON). Не відповідає дійсності, проте слух стійко тримається.